# NGC 6584
NGC 6584 је збијено звездано јато у сазвежђу Телескоп које се налази на NGC листи објеката дубоког неба.
Деклинација објекта је - 52° 12' 52" а ректасцензија 18h 18m 37,7s. Привидна величина (магнитуда) објекта NGC 6584 износи 7,9. NGC 6584 је још познат и под ознакама GCL 92, ESO 229-SC14.